# Palonosetron
Palonosetron (nome commerciale Aloxi) è un antagonista 5-HT3 utilizzato nella prevenzione e nel trattamento della nausea e del vomito indotti dalla chemioterapia (CINV). È usato per il controllo della nausea e vomito ritardati di CINV e ci sono dati provvisori che suggeriscono che potrebbe essere più efficace del granisetron.
Il Palonosetron viene somministrato per via endovenosa, in dose singola, 30 minuti prima della chemioterapia, o come singola capsula orale un'ora prima della chemioterapia. Ha una durata d'azione più lunga rispetto ad altri antagonisti 5-HT3. La formulazione orale è stata approvata il 22 agosto 2008 per la prevenzione della CINV acuta da sola, poiché un ampio studio clinico non mostrava che la somministrazione orale fosse efficace quanto l'uso endovenoso nei confronti del CINV ritardato.
La combinazione orale di netupitant / palonosetron è approvata sia per CINV acuto che ritardato.

## Effetti collaterali
Gli effetti indesiderati più comuni sono il mal di testa, che si verifica nel 4-11% dei pazienti e la stitichezza fino al 6% dei pazienti. In meno dell'1% dei pazienti si verificano altri disturbi gastrointestinali, insonnia, blocco atrioventricolare di primo e secondo grado, dolore muscolare e mancanza di respiro. Il Palonosetron è ben tollerato, sebbene leggermente meno del placebo.

## Interazioni
Il Palonosetron non inibisce o induce in modo rilevante gli enzimi epatici del citocromo P450. Ci sono segnalazioni di casi riguardanti la sindrome serotoninergica quando il farmaco è combinato con sostanze serotoninergiche come inibitori selettivi del reuptake della serotonina (SSRI) e inibitori del reuptake della serotonina-noradrenalina (SNRI), due tipi comuni di antidepressivi.

## Farmacologia

### Meccanismo d'azione
Il Palonosetron è un antagonista 5-HT3, comunemente noto come setron. Questi farmaci agiscono bloccando la serotonina dal legame con il recettore 5-HT3. Ha una lunghissima durata d'azione, che non può essere solo spiegata con una maggiore affinità per il sito di legame: esso induce una transizione conformazionale del recettore, internalizzandolo all'interno della membrana cellulare. 

### Farmacocinetica
Il palonosetron assunto per via orale viene assorbito bene dall'intestino e ha una biodisponibilità del 97%. I livelli plasmatici più elevati vengono raggiunti dopo 5,1 ± 1,7 ore, indipendentemente dall'assunzione di cibo, e il legame con le proteine plasmatiche è del 62%. Il 40% della sostanza viene eliminato nella forma immodificata e un ulteriore 45-50% viene metabolizzato dall'enzima epatico CYP2D6 e in misura minore da CYP3A4 e CYP1A2. I due principali metaboliti, l'N-ossido e un derivato idrossilico, hanno meno dell'1% dell'effetto antagonista del palonosetron e sono quindi praticamente inattivi.
Palonosetron e i suoi metaboliti sono principalmente (all'80-93%) eliminati attraverso il rene. L'emivita biologica in soggetti sani è stata di 37 ± 12 ore in uno studio e di 48 ± 19 ore in pazienti oncologici. Nel 10% dei pazienti l'emivita supera le 100 ore. La maggior parte degli altri mercati, i neutroni hanno emivite nell'intervallo da 2 a 15 ore.

I principali metaboliti di palonosetron, palonosetron N-ossido (a sinistra) e 6S-idrossi-palonosetron (a destra)

## Chimica
La sostanza è solida a temperatura ambiente e si scioglie dagli 87 fino agli 88 °C. Le infusioni e le capsule contengono palonosetron cloridrato, che è anche un solido. Il cloridrato è facilmente solubile in acqua, solubile in glicole propilenico e leggermente solubile in etanolo e alcol isopropilico.
La molecola ha due atomi di carbonio asimmetrici. È usato nella forma del puro (S, S) -stereoisomero.